# رودیونوفکا
رودیونوفکا (به لاتین: Rodionovka) یک منطقهٔ مسکونی در روسیه است که در استان آمور واقع شده‌است.